# Ammoconia caecimaculata
Ammoconia caecimaculata är en fjärilsart som beskrevs av Ignaz Schiffermüller 1776. Ammoconia caecimaculata ingår i släktet Ammoconia och familjen nattflyn. Inga underarter finns listade i Catalogue of Life.